# Csiky József (belgyógyász)
Csíksomlyói Csiky József (Marosvásárhely, 1881. november 13. – Debrecen, 1929. január 26.) belgyógyász, egyetemi tanár. A debreceni Tisza István Tudományegyetem belgyógyászati klinikájának igazgatója, a Debreceni Orvosegyesület elnöke, a debreceni Ápolónő- és Védőnőképző Intézet alapítója és első igazgatója.

## Családja, iskolái
Az erdélyi nemesi örmény Csiki / Csiky  család leszármazottja. 
Szülei: Csíky József (1843–1884) orvos és Kováts Irma (1848–1940) voltak. Bécsben és Budapesten tanult, Budapesten szerzett orvosi diplomát 1913-ban.

## Életpályája
1904–1906 között, valamint 1909–1916 között a budapesti tudományegyetem II. sz. Belgyógyászati Klinika gyakornoka és tanársegéde volt. 1906–1908 között hajóorvos volt az USA-ban. Az I. világháború alatt (1914–1918) a galíciai fronton szolgálatot teljesített, majd a budapesti helyőrségi kórház honvéd főorvosa volt. 1916-ban magántanári képesítést szerzett Budapesten; 1921-ig magántanár volt. 1921–1929 között a debreceni Tisza István Tudományegyetem Orvostudományi Kar I. sz. Belgyógyászati Klinika nyilvános rendes tanára és a Klinika igazgatója volt.
Különösen az idegi eredetű betegségekkel foglalkozott, és e témában jelentek meg dolgozatai is. Sírja a Fiumei úti sírkertben található (39/1-1-31). Vastagh Éva bagolyszobor alkotása díszíti.
A Debreceni Klinika I.számú Belklinikájának bejáratában, közvetlenül a kapu mellett balra körülbelül 1932 óta látható emléktáblája, Kisfaludi Strobl Zsigmond alkotása.

## Művei
- A belorvostan tankönyve (társszerzőkkel, I–II. kötet, Budapest, 1914, 2. javított kiadás: 1923–1924)
- Belorvosi diagnosztika (Budapest, 1921)